# Gunów-Kolonia
Gunów-Kolonia – wieś w Polsce położona w województwie świętokrzyskim, w powiecie kazimierskim, w gminie Kazimierza Wielka.
| SIMC    | Nazwa     | Rodzaj    |
| ------- | --------- | --------- |
| 0241614 | Paprotnik | część wsi |

W latach 1975–1998 miejscowość administracyjnie należała do województwa kieleckiego.
Wierni kościoła rzymskokatolickiego należą do parafii pw. św. Mikołaja w Małoszowie.

## Zabytki
- Figurka przydrożna, kamienna z początku XX wieku, przedstawia rzeźbę Matki Boskiej na filarowym postumencie. Filarowy postument z czterech stron pokryty płaskorzeźbami, na frontowej ścianie wizerunek herbu orła w koronie. Napis częściowo nie czytelny, data 190?. Wykonana przez tamtejszego artystę Kazimierza Rogalę.
- Krzyż przydrożny, kamienny z początku XX wieku (?), filarowy postument krzyża z czterech stron pokryty płaskorzeźbami.
- Figurka przydrożna, kamienna, z 1926 roku, przedstawia rzeźbę Matki Boskiej na filarowym postumencie. Wykonana przez tamtejszego artystę Kazimierza Rogalę.
- Figurka przydrożna, kamienna, przedstawia rzeźbę Matki Boskiej na filarowym postumencie. Napis częściowo nie czytelny, prawdopodobny czas powstania rzeźby to lata 20. XX wieku. Wykonana przez tamtejszego artystę Kazimierza Rogalę.